# Agrilus albocomus
Agrilus albocomus es una especie de insecto del género Agrilus, familia Buprestidae, orden Coleoptera. Fue descrita por Fisher, 1928.
Mide 7 mm. Se encuentra en Arizona y Texas, Estados Unidos. Las larvas se encuentran en robles  (Quercus emoryi, Quercus grisea).